# Partido del Pueblo (Burundi)
El Partido del Pueblo (en francés: Parti du Peuple; PP) fue un partido político hutu activo durante el Reino de Burundi.

## Historia
Tras siglos de vida independiente, el Reino de Burundi fue anexado por conquistadores alemanes a finales del siglo XIX. Tras la derrota de Alemania en la Primera Guerra Mundial, pasó a pertenecer al mandato belga de Ruanda-Urundi, convirtiéndose en un territorio en fideicomiso tras la Segunda Guerra Mundial. Como parte de su nuevo estatus, se debía preparar al país para la independencia, que se comenzó a concretar a finales de la década de 1950. En este ambiente, se establecieron múltiples partidos políticos entusiasmados por influir en el rumbo político del naciente país.
Uno de ellos fue el Partido del Pueblo (PP), creado en diciembre de 1959 por un grupo de políticos hutus cuya visión acerca del futuro del país estaba fuertemente influenciada por los acontecimientos ocurridos en la vecina Ruanda, donde los hutus se habían levantado en contra de la monarquía tutsi. El PP basó su estrategia electoral en la solidaridad étnica entre hutus, la mayoría de la población local, que históricamente habían vivido sometidos al gobierno de la minoría tutsi. En vista de los acontecimiento en Ruanda, el PP recibió el apoyo de algunos funcionarios coloniales, que pensaban que ocurriría lo mismo en Burundi.
Para las elecciones generales de septiembre de 1961, se presentó como parte de la coalición Frente Común, conformada, además, por el Partido Demócrata Cristiano, el Partido Demócrata y Rural, el Partido de Emancipación del Pueblo, la Voz del Pueblo Murundi y múltiples otros partidos menores. La alianza obtuvo seis escaños, de los cuales cuatro correspondían al PP, pero fue duramente derrotada por la Unión para el Progreso Nacional (UPRONA), que obtuvo 58 escaños. Tras la victoria de la UPRONA, el activista del partido Albert Maus se suicidó al conocer los resultados de las elecciones.
A pesar de que la UPRONA todavía tenía una amplia popularidad entre los hutus (una de las causas de los resultados en las elecciones de 1961), pronto surgió un nuevo electorado potencia para el PP, conformado por los intelectuales hutus que trabajaban para la Iglesia Católica, y que tenían mayor conciencia sobre el sentido de la democracia. Como resultado de las tensiones étnicas entre el gobierno, dominado por los tutsis, y la oposición hutu, el partido fue perseguido y reprimido: El miembro del partido Basile Ntawumenyakarizi fue asesinado en los incidentes de Kamenge en enero de 1962, mientras que el secretario del partido, Jean Ndukwabike, fue asesinado más tarde ese mismo año. Varios otros miembros del partido fueron amenazados o golpeados, entre ellos el presidente del partido, Joachim Baribwegure, y Jean Kandeke.
El partido participó solo en las elecciones generales de 1965, momento en el cual la conciencia política de los hutus había aumentado y se quedaron con 25 de los 33 escaños de la Asamblea Nacional, de los cuales 10 correspondieron al PP; sin embargo, no lograron escaños en el Senado. Las tensiones entre los hutus y los tutsis alcanzaron un punto máximo en octubre de 1965, cuando un grupo de oficiales hutus lanzó un intento de golpe de Estado contra el gobierno del Rey Mwambutsa IV y su primer ministro Léopold Biha. Aunque fracasó, dejó debilitado al gobierno y este reprimió duramente a los conspiradores y a posibles colaboradores, lo que llevó al arresto y ejecución del presidente del PP, Pierre Burarume, entre otros destacados políticos hutus.
Como resultado del fallido golpe de Estado, el Parlamento fue cerrado a finales de 1965; finalmente, tras otros dos golpes de Estado, el 28 de noviembre de 1966 el primer ministro Michel Micombero derrocó la monarquía y proclamó la conversión del país en una república con él como Presidente. Seguidamente, estableció una dictadura militar con la UPRONA como partido único, lo que llevó a la disolución de los demás partidos políticos.

## Resultados electorales

### Elecciones legislativas
| Comicios | Cabeza de lista     | Votos     | %         | Escaños | +/- | Gobierno  | Coalición    |
| -------- | ------------------- | --------- | --------- | ------- | --- | --------- | ------------ |
| 1961     | Joachim Baribwegure | Sin datos | Sin datos | 4/64    |     | Oposición | Frente Común |
| 1965     | Pierre Burarume     | Sin datos | Sin datos | 10/33   | 10  | Oposición |              |